# Adamastor Supercars
Amamastor é uma fabricante portuguesa de modelos de alta performance e de fibra de carbono que foi fundada por Ricardo Quintas e Nuno Faria em 2010.  

## História
A Adamastor foi fundada no Porto em 2010 por Ricardo Quintas e Nuno Faria, com uma componente académica e de investigação, tornando-se uma marca automóvel em 2019. 
Inicialmente um projeto focado no desenvolvimento de um carro de corrida, a empresa começou a desenvolver parcerias com grupos nacionais de engenharia e universidades de marketing. Durante a década de 2010, grupos de alunos foram escolhidos para gerir e competir nas corridas de carro, cada um devidamente apoiado por um empreendedor que atuou como mentor.
Seguindo o design de vários chassis, a marca desenvolveu o seu primeiro modelo P003 no final da década de 2010. Desde 2019 que a marca se concentrou no desenvolvimento de um novo carro que competiria sob o regulamento da categoria GT. A partir de 2024, a marca lançou o seu primeiro modelo, o Fúria.
Desde o reposicionamento das empresas em 2019, a Adamastor se descreve como uma fabricante de supercarros de baixo volume com sua visão definida em correr nas 24h de Le Mans. 